# Albany (Georgia)
Albany è una città degli Stati Uniti d'America, capoluogo della contea di Dougherty dello Stato della Georgia. Al censimento del 2000 contava una popolazione di 76 939 abitanti. Venne incorporata come municipalità il 27 dicembre 1838.
All'interno della municipalità vi è Smithville.
Ad Albany è ambientato il film Fireproof. È stata il luogo natale del cantante e pianista Ray Charles.